# Pavel Petrovics Kadocsnyikov
Pavel Petrovics Kadocsnyikov (oroszul: Павел Петрович Кадочников; Petrográd, 1915. július 29. – Leningrád, 1988. május 2.) orosz szovjet színész, filmrendező.

## Pályája
Petrográdban született munkáscsaládban. Gyermekkorát családjával együtt egy uráli faluban töltötte, ott vészelték át a polgárháborút. 12 éves korától Leningrádban egy ifjúsági képzőművészeti stúdióban tanult, később a színház kezdte érdekelni. Közben apja betegsége miatt lakatosként gyárban dolgozott. 1935-ben szerzett diplomát a leningrádi színművészeti főiskolán és a városi Fiatal Nézők Színháza társulatának tagja lett (1935–1944), ugyanabban az évben kezdett filmezni.
Először Szergej Jutkevics két filmjében tűnt fel, majd egy sikeres filmvígjátékban hívta fel magára a figyelmet, ebben egy pályakezdő zeneszerzőt alakít (Csak a papa meg ne tudja, 1941). Eisenstein klasszikussá vált filmje, a Rettegett Iván második részében Kadocsnyikov a gyenge jellemű, játékszerként használt, tragikus sorsú trónkövetelő szerepét alakította és további két epizódszerepben is feltűnt. Eisensteinnek a témához elképzelt újszerű, emelkedettebb játékstílusát teljes sikerrel valósította meg.
Ezután szakított a színházzal és egyre több filmszerepet vállalt. A háborút követő évek háborús témájú vagy sematikus „termelési” filmjeinek hőseként aratta legnagyobb sikereit, ekkor szinte sorozatban kapta a Sztálin-díjakat. A Veszélyes őrjárat (1947) a németek hátországában dolgozó rettenthetetlen szovjet felderítőről szól (Kadocsnyikov), akinek sikerül túljárnia a gyermetegen naivnak vagy kegyetlennek ábrázolt ellenség eszén. Az Egy igaz ember (1948) vadászpilótája, Mareszjev gépét lelövik, de hóban-fagyban csúszva sikerül eljutnia övéihez, mindkét lábát amputálják, majd emberfeletti kitartással mégis eléri, hogy műlábai segítségével újra vadászgépre üljön. A háború idején játszódó Távol Moszkvától (1950) történetében egy rendkívül fontos szibériai olajvezeték építkezésén a főmérnök helyettesét alakítja.
Érdekesség, hogy Makszim Gorkij szerepét háromszor is eljátszotta: 1940-ben, 1955-ben és 1956-ban. Az 1960-as évek közepétől ritkábban tűnt fel, de új, változatos szerepkörökben. Közben filmrendezőként is bemutatkozott. Miután Nyikita Szergejevics Mihalkov rendező újra „fölfedezte” (Etűdök gépzongorára, 1977; Oblomov néhány napja, 1979), ismét sűrűbben kezdték színészként foglalkoztatni, volt olyan éve, amikor egyszerre hét filmben is játszott.

## Filmjei

### Színészként
- 1935 – Nagykorúság (Совершеннолетие)
- 1938 – A puskás ember (Человек с ружьём) – (R. Szergej Jutkevics)
- 1940 – Szverdlov (Яков Свердлов) – (Két szerep: egy munkásfiú és Makszim Gorkij szerepében. R. Szergej Jutkevics)
- 1940 – Ősz (Осень) – (Rövid játékfilm)
- 1940 – Jugyenyics szétzúzása (Разгром Юденича)
- 1941 – Csak a papa meg ne tudja (Антон Иванович сердится)
- 1942 – Megvédjük Caricint (Оборона Царицына) – (R. Georgij Vasziljev, Szergej Vasziljev)
- 1944 – Rettegett Iván, 2. rész (Иван Грозный) – (R. Szergej Eisenstein)
- 1945 – Üdvözlégy, Moszkva! (Здравствуй, Москва! )– (R. Szergej Jutkevics)
- 1946 – Robinson Crusoe (Робинзон Крузо) – (Címszereplő a Defoe-regény filmváltozatában. R. Alekszandr Andrijevszkij)
- 1947 – Veszélyes őrjárat (Подвиг разведчика) – (R. Borisz Barnet)
- 1947 – Veszélyes vizeken (Голубые дороги) – (R. Vlagyimir Braun)
- 1948 – Boldog aratás (Драгоценные зёрна) – (R. Alekszandr Zarhi, Joszif Hejfic)
- 1948 – Egy igaz ember (Повесть о настоящем человеке) – (Borisz Polevoj regényéből. R. Alekszandr Sztolper)
- 1949 – Van hazájuk (У них есть Родина) – (R. Vlagyimir Legosin, Alekszandr Fajncimmer)
- 1950 – Távol Moszkvától (Далеко от Москвы) – (Vaszilij Azsajev regénye nyomán. R. Alekszandr Sztolper)
- 1950 – Kárhozottak összeesküvése (Заговор обречённых) – (R. Mihail Kalatozov)
- 1954 – A Zsurbin család (Большая семья) – (R. Joszif Hejfic)
- 1954 – A tartalékjátékos (Запасной игрок)
- 1954 – A tigrisszelídítőnő (Укротительница тигров)
- 1955 – Új ember kovácsa (Педагогическая поэма) – (Makarenko regénye alapján, benne újra Gorkij szerepében)
- 1955 – A tehetség és hódolói (Таланты и поклонники) –
- 1956 – Mézeshetek (Медовый месяц)
- 1956 – Prológus (Пролог) – (Makszim Gorkij szerepében. R. Jefim Dzigan)
- 1957 – Balti dicsőség (Балтийская слава)
- 1957 – Az aranysas uralma alatt (Под золотым орлом)
- 1959 – Iriszton fia (Сын Иристона)
- 1960 – Kenyér és rózsák (Хлеб и розы)
- 1960 – Orosz szuvenír (Русский сувенир) – (R. Grigorij Alekszandrov)
- 1963 – A leglassúbb vonat (Самый медленный поезд)
- 1964 – A játszma véget ér (Государственный преступник)
- 1965 – Egy ezred zenészei (Музыканты одного полка) – (R. Pavel Kadocsnyikov, Gennagyij Kazanszkij)
- 1967 – A levegőárus (Продавец воздуха)
- 1968 – Hópelyhecske (Снегурочка) – (R. Pavel Kadocsnyikov)
- 1971 – Búcsú Pétervártól (Прощание с Петербургом)
- 1972 – A hegedű visszatérése (Возвращение скрипки)
- 1974 – Bakuban fúj a szél (В Баку дуют ветры)
- 1975 – Tizenegy reménység (Одиннадцать надежд)
- 1977 – Etűdök gépzongorára (Неоконченная пьеса для механического пианино) – (Csehov művei motívumaiból. R. Nyikita Mihalkov)
- 1978 – Ide nem repültek sirályok (Сюда не залетали чайки)
- 1979 – Keresd a  szelet… (Ищи ветра…)
- 1979 – Szibériáda (Сибириада) – (R. Andrej Koncsalovszkij, Artur Pelesjan, Leonyid Ejdlin)
- 1979 – Oblomov néhány napja (Несколько дней из жизни И. И. Обломова) – (R. Nyikita Mihalkov)
- 1979 – Beethoven élete (Жизнь Бетховена)
- 1979 – Te csak ne sírj! (Ты только не плачь) – (R. Alekszej Moroz)
- 1979 – Énekelni akarok (Я хочу петь) –
- 1979 – Santa Esperanza  (Санта Эсперанса)
- 1980 – Egy ismeretlen ember elbeszélése (Рассказ неизвестного человека) – (Csehov elbeszéléséből. R. Vitautasz Zsalakjavicsjusz)
- 1980 – A jólelkű Marta (Благочестивая Марта) – (Tv-film)
- 1980 – Az ideális férj (Идеальный муж) – (Oscar Wilde azonos című színdarabja alapján. R. Viktor Georgijev)
- 1980 – Szicíliai védelem (Сицилианская защита)
- 1981 – Bolond pénz (Бешеные деньги) – (A. N. Osztrovszkij drámája alapján. R. Jevgenyij Matvejev)
- 1981 – Silva (Сильва) – (Kálmán Imre operettjének filmváltozata)
- 1981 – Eladott nevetés (Проданный смех) – (Tv-film)
- 1981 – Elveszettek az élők között  (Пропавшие среди живых)
- 1981 – A mi hivatásunk (Наше призвание) – (Tv-film)
- 1981 – Lenin Párizsban (Ленин в Париже) – (R. Leonyid Ejdlin, Szergej Jutkevics)
- 1982 – Két sor apró betűvel (Две строчки мелким шрифтом / Zwei Zeilen, kleingedruckt) – (NDK-szovjet film)
- 1982 – Éjszaka a 4-ik körben (Ночь на 4-м круге)
- 1983 – Sherlock Holmes és dr. Watson kalandjai (Приключения Шерлока Холмса и доктора Ватсона: Сокровища Агры)
- 1983 – Soha nem felejtlek (Я тебя никогда не забуду) –  (R. Pavel Kadocsnyikov)
- 1983 – Karantén (Карантин)
- 1984 – Ragyogó világ (Блистающий мир)
- 1984 – Az utolsó vizit (Последний визит) – (Tv-film)
- 1984 – A szőke nő a sarkon (Блондинка за углом) – (R. Vlagyimir Bortko)
- 1985 – Három százalék kockázat (Три процента риска)
- 1985 – A kép (Картина) – (Tv-film)
- 1986 – Én, az erődítmény parancsnoka (Я – вожатый форпоста) – (R. Gennagyij Poloka)
- 1987 – Fekete szemek (Очи чёрные / Oci ciornie) – (Olasz film. R. Nyikita Mihalkov)
- 1987 – Vereség (Поражение) – (Tv-sorozat Danyiil Granyin regénye alapján. R. Bulat Manszurov)
- 1987 – Ezüst húrok (Серебряные струны) – (R. Pavel Kadocsnyikov, Oleg Daskevics)

### Filmrendezői munkái
- 1965 – Egy ezred zenészei (Музыканты одного полка) – (R. Pavel Kadocsnyikov, Gennagyij Kazanszkij)
- 1968 – Hópelyhecske (Снегурочка) – (Asztrovszkij színműve nyomán. R. Pavel Kadocsnyikov)
- 1983 – Soha nem feledlek (Я тебя никогда не забуду) –  (R. Pavel Kadocsnyikov)
- 1987 – Ezüst húrok (Серебряные струны) – (R. Pavel Kadocsnyikov, Oleg Daskevics, Avy Schneidman)